# Dorymyrmex pyramicus
Dorymyrmex pyramicus är en myrart som först beskrevs av Julius Roger 1863.  Dorymyrmex pyramicus ingår i släktet Dorymyrmex och familjen myror.

## Underarter
Arten delas in i följande underarter:
- D. p. albemarlensis
- D. p. alticonis
- D. p. garbei
- D. p. guayanensis
- D. p. mesonotalis
- D. p. nigriventris
- D. p. paranensis
- D. p. peruvianus
- D. p. pyramicus
- D. p. rubriceps